# 伊藤早由利
伊藤早由利 （いとう さゆり、1996年6月30日 - ）は、日本のグラビアアイドル。無所属。

## 人物・エピソード
特技は バドミントンであり、趣味はカラオケと外食。

## 作品

### DVD
- 小麦色の誘惑（2016年11月24日、イーネット・フロンティア）
- ミルキー・グラマー（2017年3月24日、竹書房）
- 日焼けあとの誘惑（2017年8月25日、スパイスビジュアル）
- Secret Lover （2019年2月28日、シャイニングスターエンターテイメント）
- Secret Lover 2 （2019年4月30日、シャイニングスターエンターテイメント）
- Secret Lover シークレットラバー ～SAYURI～（2019年11月29日、2021年1月22日<ブルーレイ版>、シャイニングスターエンターテイメント）
- 混浴気分 Vol.30（2020年2月28日、オルスタックソフト販売）